# Бредун, Евгений Дмитриевич
Евге́ний Дми́триевич Бреду́н (укр. Євген Дмитрович Бредун; 10 сентября 1982, Краматорск, УССР) — украинский футболист, полузащитник. Мастер спорта Украины международного класса с 2001 года.

## Биография

### Клубная карьера
Воспитанник краматорского футбола. Первый тренер — В. А. Бахалов.
В ДЮФЛ выступал за «Блюминг» из Краматорска. В 2000 году перешёл в донецкий «Шахтёр». Сначала выступал за «Шахтёр-2» и «Шахтёр-3», 31 октября 2001 года дебютировал в Высшей лиге в матче против запорожского «Металлурга» (0:3). В основном составе закрепиться не смог и выступал на правах аренды в клубах: «Ильичёвец», «Борисфен», «Металлург» (Запорожье), «Арсенал» (Киев), «Заря» (Луганск). Летом 2008 года побывал на просмотре в российском «Шиннике», но команде не подошёл. Позже был на просмотре в клубе первого российского дивизиона «Балтика». В апреле 2009 года перешёл в донецкий «Титан», клуб выступал во Второй лиге. Летом 2009 года побывал на просмотре в симферопольской «Таврии» по приглашению Сергея Пучкова, но клубу не подошёл.
21 сентября 2009 года перешёл на правах свободного агента в белорусский «Гомель».
В июле 2010 года Бредун заключил контракт с дебютантом украинской Премьер-лиги ПФК «Севастополь» по схеме «1+1». В первой части сезона 2010/11 Евгений был основным игроком «Севастополя», приняв участие в 17 матчах (в 16 выходил в стартовом составе) и забив один гол. В январе 2011 года, во время сбора команды в Турции, Бредун во время тренировки травмировал коленные связки, в связи с чем выбыл до конца сезона. Летом 2013 года Бредун покинул команду.
В январе 2014 года стал игроком харьковского «Гелиоса». В 2015 году выступал за севастопольский СКЧФ. После перехода в СКЧФ принял российское гражданство. Зимой 2016 года завершил карьеру футболиста.

### Карьера в сборной
В 2001 году выступая в составе студенческой сборной Украины стал серебряным призёром Всемирной Универсиады.
В феврале 2002 года вызывался в расположение олимпийской сборной Украины главным тренером Анатолием Крощенко.

## Достижения
- Серебряный призёр Всемирной Универсиады 2001 года.
- Чемпион Украины (1): 2001/02
- Серебряный призёр чемпионата Украины (1): 2002/03
- Обладатель Кубка Украины (1): 2003/04
- Финалист Кубка Украины (2): 2002/03, 2005/06

## Личная жизнь
В июне 2009 года женился на Алине Астровской.

## Статистика
| Сезон   | Клуб                  | Лига        | Чемпионат | Чемпионат | Кубок | Кубок | Дубль | Дубль |
| Сезон   | Клуб                  | Лига        | Игры      | Голы      | Игры  | Голы  | Игры  | Голы  |
| ------- | --------------------- | ----------- | --------- | --------- | ----- | ----- | ----- | ----- |
| 1999/00 | Шахтёр-2              | Первая лига | 2         | 0         | —     | —     | —     | —     |
| 2000/01 | Шахтёр-3              | Вторая лига | 2         | 0         | —     | —     | —     | —     |
| 2000/01 | Шахтёр-2              | Первая лига | 28        | 0         | —     | —     | —     | —     |
| 2001/02 | Шахтёр-3              | Вторая лига | 1         | 0         | —     | —     | —     | —     |
| 2001/02 | Шахтёр-2              | Первая лига | 24        | 5         | —     | —     | —     | —     |
| 2001/02 | Шахтёр (Донецк)       | Высшая лига | 5         | 0         | 0     | 0     | —     | —     |
| 2002/03 | Шахтёр-3              | Вторая лига | 4         | 0         | —     | —     | —     | —     |
| 2002/03 | Шахтёр-2              | Первая лига | 9         | 1         | —     | —     | —     | —     |
| 2002/03 | Шахтёр (Донецк)       | Высшая лига | 5         | 0         | 1     | 0     | —     | —     |
| 2003/04 | Шахтёр-2              | Первая лига | 9         | 0         | —     | —     | —     | —     |
| 2003/04 | Шахтёр (Донецк)       | Высшая лига | 0         | 0         | 2     | 0     | —     | —     |
| 2003/04 | Ильичёвец-2           | Вторая лига | 2         | 0         | —     | —     | —     | —     |
| 2003/04 | Мариуполь             | Высшая лига | 2         | 0         | 0     | 0     | —     | —     |
| 2004/05 | Шахтёр-2              | Первая лига | 2         | 0         | —     | —     | —     | —     |
| 2004/05 | Шахтёр (Донецк)       | Высшая лига | 0         | 0         | 0     | 0     | 1     | 0     |
| 2004/05 | Борисфен              | Высшая лига | 8         | 0         | 0     | 0     | 0     | 0     |
| 2004/05 | Металлург (Запорожье) | Высшая лига | 13        | 1         | 0     | 0     | 1     | 1     |
| 2005/06 | Металлург (Запорожье) | Высшая лига | 14        | 1         | 6     | 0     | 5     | 0     |
| 2006/07 | Арсенал (Киев)        | Высшая лига | 27        | 0         | 0     | 0     | 1     | 0     |
| 2007/08 | Шахтёр (Донецк)       | Высшая лига | 0         | 0         | 0     | 0     | 2     | 0     |
| 2007/08 | Заря (Луганск)        | Высшая лига | 6         | 0         | 0     | 0     | 0     | 0     |
| 2008/09 | Титан (Донецк)        | Вторая лига | 11        | 4         | 0     | 0     | —     | —     |